# Pappogeomys bulleri
Pappogeomys bulleri је врста глодара из породице гофера (лат. Geomyidae).

## Распрострањење
Мексико је једино познато природно станиште врсте.

## Станиште
Врста Pappogeomys bulleri има станиште на копну.

## Угроженост
Ова врста није угрожена, и наведена је као последња брига јер има широко распрострањење.

### Популациони тренд
Популација ове врсте је стабилна, судећи по доступним подацима.